# Mount Parsons
Mount Parsons är ett berg i Antarktis. Det ligger i Östantarktis. Australien gör anspråk på området. Toppen på Mount Parsons är 1 120 meter över havet.
Terrängen runt Mount Parsons är platt åt sydväst, men åt nordost är den kuperad. Trakten är obefolkad. Det finns inga samhällen i närheten.